# 布魯樂谷
布魯樂谷水上樂園（英語：Blue Lagoon）位於臺灣高雄市前鎮區凱旋四路，鄰近金銀島購物中心，曾經為南台灣最大的水上樂園。
2006年4月29日，布魯樂谷與東森綜合台合作的大型戶外遊戲節目《布魯樂翻天》首錄。
2010年4月7日結束營業。台灣糖業公司為該土地所有者，後改作觀光夜市用地，設立金鑽觀光夜市、凱旋國際觀光夜市。

## 外部連結
22°35′58″N 120°19′14″E / 22.5994536°N 120.320537°E